# Oro-fazio-digitales Syndrom Typ 12
Das Oro-fazio-digitales Syndrom Typ 12 oder (OFD XII) ist eine sehr seltene angeborene Erkrankung mit einer Kombination von Meningomyelocele, Stenose des Aquaeductus mesencephali und Herzfehler zusammen mit typischen Veränderungen des  Oro-fazio-digitalen Syndromes.
Die Abgrenzung als separater Typ gilt als veraltet, dieses Krankheitsbild wird von der Datenbank Orphanet unter Oro-fazio-digitales Syndrom subsumiert.
Synonyme sind: Moran-Barroso-Syndrom; OFD12
Die Erstbeschreibung stammt aus dem Jahre 1998 durch den mexikanischen Humangenetiker V.  Morán-Barroso und Mitarbeiter.

## Verbreitung und Ursache
Die Häufigkeit wird mit unter 1 zu 1.000.000 angegeben, Ursache und eventueller Vererbungsmodus sind bislang nicht bekannt.

## Klinische Erscheinungen
Klinische Kriterien sind:
- Manifestation als Neugeborenes
- Herzfehler Septumhypertrophie
- Störungen im Zentralnervensystem wie Meningomyelocele, Aquäduktstenose, Corpus-callosum-Agenesie oder Hypoplasie des Kleinhirnes
- Fehlbildungen in Mund, Gesicht und Fingern bzw. Zehen wie abnormale Zungenbändchen, gespaltene Zunge, akzessorische Zähne, Makrozephalie, Hypertelorismus
- Polydaktylie, Klumpfuß

eventuell noch verkürztes Schienbein, Y-förmige Mittelfußknochen

## Differentialdiagnose
Abzugrenzen sind andere Formen des Oro-fazio-digitalen Syndromes.